# Сержант государственной безопасности
Сержа́нт госуда́рственной безопа́сности — специальное звание сотрудников начальствующего состава НКВД и НКГБ СССР в период 1935—1943 годов (кроме военнослужащих войск НКВД и сотрудников Рабоче-крестьянской милиции НКВД СССР). Нижестоящее специальное звание — отсутствует, следующее по рангу — младший лейтенант государственной безопасности.
Специальное звание сержант государственной безопасности (2 квадрата [т. н. «кубаря»] в петлицах образца 1937—1943 годов) условно соответствовало воинскому званию лейтенант РККА, в то время как вышестоящее специальное звание младший лейтенант государственной безопасности (3 «кубаря» в петлицах образца 1937—1943 годов) условно соответствовало воинскому званию старший лейтенант РККА.

## История звания
Специальное звание сержант государственной безопасности было введено Постановлениями ЦИК СССР № 20 и СНК СССР № 2256 от 7 октября 1935 года, объявленных Приказом НКВД СССР № 319 от 10 октября 1935 года для начальствующего состава ГУГБ НКВД СССР.
Указом Президиума ВС СССР от 9 февраля 1943 года, вводившим новые специальные звания сотрудников органов НКВД сходные с общевойсковыми, звание сержант государственной безопасности было упразднено.

## Персоналии
- Мария Ильинична Богданова, жена Бориса Давыдовича Богданова.
- Абдурафий Сеит-Ягъяев, 3-й секретарь областного комитета ВКП(б) по Крымской АССР.
- Райхман Леонид Фёдорович